# Amphoe Wiang Sa (Nan)

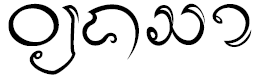
„Wiang Sa“ in Lanna-Schrift

Amphoe Wiang Sa (Thai: อำเภอ เวียงสา) ist ein Landkreis (Amphoe – Verwaltungs-Distrikt) in der Provinz Nan. Die Provinz Nan liegt in der Nordregion von Thailand.

## Geographie
Benachbarte Landkreise (von Süden im Uhrzeigersinn): Na Noi in der Provinz Nan, die Amphoe Rong Kwang und Song in der Provinz Phrae sowie die Amphoe Ban Luang, Mueang Nan, Phu Phiang und Mae Charim wiederum in Nan. Nach Osten liegt die Provinz Sayaburi von Laos.

## Geschichte
Im Jahr 1908 wurde der „Zweigkreis“ (King Amphoe) Mueang Sa eingerichtet, zunächst bestehend aus den sieben Tambon Mueang Sa, Ai Na Lai, Ban San, Ban Khueng, Pong Sanuk, Nam Khao und Lai Na, die von Mueang Nan abgetrennt wurden.
Im Jahr 1909 wurde Mueang Sa zum Amphoe heraufgestuft.
1917 wurde er in Phun Yuen (บุญยืน) umbenannt, da sich das Verwaltungsgebäude in diesem Tambon befand.
1939 bekam der Kreis wiederum seinen historischen Namen zurück, jedoch ohne das Wort Mueang, das für die Landkreise der Provinzhauptstädte reserviert war.
Am 23. Januar 1986 wurde der Kreis erneut umbenannt in seinen heutigen Namen Wiang Sa.

## Sehenswürdigkeiten
- Nationalparks:
  - Nationalpark Si Nan (Thai: อุทยานแห่งชาติศรีน่าน) – liegt zum Teil auch in den Landkreisen Na Noi und Na Muen. Der 1024 km² große Park besteht aus hohen Bergen mit bis zu 1234 Metern Höhe.

## Verwaltung

### Provinzverwaltung
Der Landkreis Wiang Sa ist in 17 Tambon („Unterbezirke“ oder „Gemeinden“) eingeteilt, die sich weiter in 128 Muban („Dörfer“) unterteilen.
| Nr. | Name            | Thai         | Muban | Einw.  |
| --- | --------------- | ------------ | ----- | ------ |
| 01. | Klang Wiang     | กลางเวียง     | 15    | 10.928 |
| 02. | Khueng          | ขึ่ง           | 07    | 04.031 |
| 03. | Lai Nan         | ไหล่น่าน       | 08    | 03.458 |
| 04. | Tan Chum        | ตาลชุม        | 07    | 03.835 |
| 05. | Na Lueang       | นาเหลือง      | 07    | 03.155 |
| 06. | San             | ส้าน          | 10    | 07.057 |
| 07. | Nam Muap        | น้ำมวบ        | 08    | 03.312 |
| 08. | Nam Pua         | น้ำปั้ว         | 07    | 04.066 |
| 09. | Yap Hua Na      | ยาบหัวนา      | 07    | 05.006 |
| 10. | Pong Sanuk      | ปงสนุก        | 04    | 01.360 |
| 11. | Ai Na Lai       | อ่ายนาไลย     | 11    | 06.753 |
| 12. | San Na Nong Mai | ส้านนาหนองใหม่ | 04    | 01.904 |
| 13. | Mae Khaning     | แม่ขะนิง       | 07    | 03.653 |
| 14. | Mae Sakhon      | แม่สาคร       | 06    | 02.744 |
| 15. | Chom Chan       | จอมจันทร์      | 08    | 04.009 |
| 16. | Mae Sa          | แม่สา         | 07    | 02.950 |
| 17. | Thung Si Thong  | ทุ่งศรีทอง      | 05    | 02.496 |

### Lokalverwaltung
Es gibt drei Kommunen mit „Kleinstadt“-Status (Thesaban Tambon) im Landkreis:
- Klang Wiang (Thai: เทศบาลตำบลกลางเวียง) bestehend aus dem kompletten Tambon Pong Sanuk und Teilen des Tambon Klang Wiang.
- Khueng (Thai: เทศบาลตำบลขึ่ง) bestehend aus dem kompletten Tambon Khueng.
- Wiang Sa (Thai: เทศบาลตำบลเวียงสา) bestehend aus Teilen des Tambon Klang Wiang.

Außerdem gibt es 13 „Tambon-Verwaltungsorganisationen“ (องค์การบริหารส่วนตำบล – Tambon Administrative Organizations, TAO)
- Lai Nan (Thai: องค์การบริหารส่วนตำบลไหล่น่าน) bestehend aus dem kompletten Tambon Lai Nan.
- Tan Chum (Thai: องค์การบริหารส่วนตำบลตาลชุม) bestehend aus dem kompletten Tambon Tan Chum.
- Na Lueang (Thai: องค์การบริหารส่วนตำบลนาเหลือง) bestehend aus dem kompletten Tambon Na Lueang.
- San (Thai: องค์การบริหารส่วนตำบลส้าน) bestehend aus dem kompletten Tambon San.
- Nam Muap (Thai: องค์การบริหารส่วนตำบลน้ำมวบ) bestehend aus den kompletten Tambon Nam Muap, San Na Nong Mai.
- Nam Pua (Thai: องค์การบริหารส่วนตำบลน้ำปั้ว) bestehend aus dem kompletten Tambon Nam Pua.
- Yap Hua Na (Thai: องค์การบริหารส่วนตำบลยาบหัวนา) bestehend aus dem kompletten Tambon Yap Hua Na.
- Ai Na Lai (Thai: องค์การบริหารส่วนตำบลอ่ายนาไลย) bestehend aus dem kompletten Tambon Ai Na Lai.
- Mae Khaning (Thai: องค์การบริหารส่วนตำบลแม่ขะนิง) bestehend aus dem kompletten Tambon Mae Khaning.
- Mae Sakhon (Thai: องค์การบริหารส่วนตำบลแม่สาคร) bestehend aus dem kompletten Tambon Mae Sakhon.
- Chom Chan (Thai: องค์การบริหารส่วนตำบลจอมจันทร์) bestehend aus dem kompletten Tambon Chom Chan.
- Mae Sa (Thai: องค์การบริหารส่วนตำบลแม่สา) bestehend aus dem kompletten Tambon Mae Sa.
- Thung Si Thong (Thai: องค์การบริหารส่วนตำบลทุ่งศรีทอง) bestehend aus dem kompletten Tambon Thung Si Thong.